# DiGard Motorsports
La DiGard Motorsports est une ancienne écurie NASCAR basée à Charlotte en Caroline du Nord et dirigée par Mike DiProspero et Bill Gardner.

## Histoire
L'écurie débute en Cup Series en 1973 avec Donnie Allison. Elle remporte ses premières courses grâce à Darrell Waltrip (26 victoires entre 1975 et 1980) et le championnat en 1983 avec la voiture no 22 de Bobby Allison. DiGard Motorsports cesse ses activités en 1987 et présente un bilan de  43 victoires, 211 top 10 et 26 pole positions.